# Lego Worlds
A Lego Worlds Lego-témájú sandbox játék, melyet a Traveller’s Tales fejlesztett és a Warner Bros. Interactive Entertainment jelentetett meg. A játékban a játékosok szerkezeteket építhetnek egy procedurálisan generált háromdimenziós világban. 2015. június 1-jén a Steam Early Access keretén belül megjelent a játék bétaverziója. A teljes játék 2017. március 7-én jelent meg Microsoft Windows, PlayStation 4 és Xbox One platformokra. A Nintendo Switch-kiadás 2017. szeptember 5-én jelent meg Észak-Amerikában, illetve 2017. szeptember 8-án Európában.

## Játékmenet
A Lego Worlds sandbox videójáték, melyben a játékosok különböző szerkezeteket építhetnek egy Lego-kockákból álló világban. A játékosok „gombokat”, azaz a Lego sorozat játékbeli pénzérméit kapnak a pályán található tárgyak begyűjtéséért. A játékosok azon tárgyak felhasználásával építhetik meg a szerkezeteiket, melyeket egyszer már begyűjtöttek. A játékosok előre meghatározott szerkezetek vagy a „kockáról kockára szerkesztőeszköz” segítségével a saját világukat is megalkothatják. A játékos szereplőjének kinézete és ruházata személyreszabható. A domborzat és a környezet a tájépítészeti eszközök segítségével módosítható. Különböző járművek, így személyautók és helikopterek, illetve számtalan élőlény is szerepel a játékban. A játékhoz a megjelenése után frissítések képében egy többjátékos módot és világmegosztási eszközöket is hozzáadtak.

## Fejlesztés és megjelenés
A játékra a hivatalos bemutatása előtt az egyik Lego-készlet összeszerelési útmutatójának hátoldalán is utalást tettek. A játékot hivatalosan 2015. június 1-jén jelentették be, mellyel párhuzamosan egy korai hozzáférésű kiadás is megjelent a Steamen keresztül, hogy a közönség visszajelzést adhasson a játék folytatólagos fejlesztéséhez és a további tartalmak hozzáadásához. A játék 2017. március 8-án kilépett a korai hozzáférésű állapotából és a Warner Bros. ugyanezen napon megjelentette a játék PlayStation 4- és Xbox One-verzióit. A Nintendo Switch-kiadás 2017 szeptemberében jelent meg. A játékot Magyarországon a Cenega forgalmazta, és mind a négy verziója magyar nyelvű feliratot is tartalmaz.

## Fogadtatás
| Összegzőoldal | Értékelés                                          |
| ------------- | -------------------------------------------------- |
| Metacritic    | (PC) 71/100 (XONE) 69/100 (PS4) 66/100 (NS) 59/100 |

| Szerző | Értékelés |
| ------ | --------- |
| IGN    | 7,2/10    |

A Metacritic gyűjtőoldal adatai szerint a játék „megosztott vagy általánosságban kedvező” kritikai fogadtatásban részesült. A Windows-verzió 71/100-as, az Xbox One-változat 69/100-as, a PlayStation 4-kiadás 66/100-as, míg a Nintendo Switch-átirat 59/100-as átlagpontszámot ért el. A Lego Worlds jelölve volt a „legjobb családi játék” kategóriában a 14. British Academy Games Awardson.

## Fordítás
- Ez a szócikk részben vagy egészben  a   Lego Worlds című angol Wikipédia-szócikk ezen változatának fordításán alapul.  Az eredeti cikk szerkesztőit annak laptörténete sorolja fel. Ez a jelzés csupán a megfogalmazás eredetét és a szerzői jogokat jelzi, nem szolgál a cikkben szereplő információk forrásmegjelöléseként.